# Danny Lee (Squashspieler)
Danny Lee (* 6. Februar 1962 in Redhill) ist ein ehemaliger englischer Squashspieler.

## Karriere
Danny Lee war in den 1980er- und 1990er-Jahren als Squashspieler aktiv und erreichte im Mai 1985 mit Rang 30 seine höchste Platzierung in der Weltrangliste. Während seiner Juniorenzeit spielte er mehrfach für die englische Nationalmannschaft. Von 1982 bis 1986 stand er fünfmal in Folge im Hauptfeld der Weltmeisterschaft. Sein bestes Abschneiden war das Erreichen des Achtelfinals 1984 und 1986.
Bereits während seiner von gesundheitlichen Problemen gekennzeichneten Karriere begann Lee damit, Squashturniere zu veranstalten und ein Trainingsprogramm für Junioren in Surrey zu etablieren. Nach dem Karriereende als Spieler forcierte er diese Arbeit noch weiter. So ist er unter anderem seit 2015 auch als Turnierdirektor für die Optasia Championships verantwortlich. Er hat drei Kinder, die alle ebenfalls Squash spielen. Während seine Tochter auf County-Level spielt, sind seine Söhne Joe und Charlie auf Profiebene aktiv.